# Хасан Бузург
Хасан Бузург (ум. 1356) — первый правитель (султан) Ирака и Ирана из династии Джелаиридов. Являлся сыном Хасана, правившего от имени Хулагуидов в Хорасане. В 1324 году Хасан Бузург женился на дочери Чобана Багдад-Хатун, однако его жену забрал себе ильхан Абу Саид. Хасан Бузург был заключен в Кемах, а затем в 1333 году его назначили визирь . После смерти Абу Саида (1335) Хасан Бузург, разгромив своих конкурентов, захватил власть в Багдаде (1340). Его преемником стал его сын Увейс.